# Zeer strenge vorst
Zeer strenge vorst is een term die gebruikt wordt binnen de meteorologie. Men spreekt over zeer strenge vorst wanneer de temperatuur, gemeten in een weerhut, −15,1 °C of lager bedraagt.
In Nederland en België is een dergelijke temperatuur uiterst schaars; zelfs op het hoogtepunt van een koudegolf is zij niet vanzelfsprekend. De meest recente zeer strenge vorst in Nederland was op 9 februari 2021, toen in Hupsel -16,2 °C werd gemeten. De laatste keer daarvoor was op 16 januari 2013, toen in Herwijnen −18,0 °C werd gemeten. Op 27 januari 1942 daalde de temperatuur in een weerhut van het KNMI te Winterswijk naar −27,4 °C, wat nog altijd het kouderecord voor Nederland is. Het Belgische recordminimum dateert van 20 januari 1940 en staat op naam van Rochefort; −30,1 °C.
10cm-temperatuur · bodemtemperatuur · hittegolf · ijsdag · koudegetal · koudegolf · luchttemperatuur · temperatuursom · tropennacht · tropische dag · vorst aan de grond · vorstdag · vorstperiode · warme dag · warmtegetal · zachte dag · zomerse dag 

Vorst: lichte vorst · matige vorst · strenge vorst · zeer strenge vorst